# Памятники Казани

Список памятников и мемориалов города Казани (Татарстан, Россия)

включая утраченные (выделены курсивом)

и не включая памятники архитектуры, памятники технике, памятники природы
| Персонаж                                                                                    | Год установки     | Местоположение | Авторы (скульпторы; архитекторы)                           | Фото | Примечания и ссылки |
| ------------------------------------------------------------------------------------------- | ----------------- | --- | ---------------------------------------------------------- | ---- | --- |
| Александру II (статья)                                                                      | 1895—1918         | 1 Мая (ранее — Александровская) пл.                                                                                           | Шервуд В. И.                                               |      | На этом месте ныне располагается мемориальный комплекс с памятником Мусе Джалилю и барельефом группе Курмашева                         |
| Арбузову А. Е.                                                                              | 1977              | Академика Арбузова ул., у Института органической и физической химии им. А. Е. Арбузова Казанского научного центра РАН         | скульптор А. Н. Костромитин, архитектор Н. В. Костромитина |      | |
| Бутлерову А. М. (статья)                                                                    | 1978              | Пушкина ул., у Университетского (бывш. Ленинского) садика                                                                     | ск. Орехов Ю. Г., арх. Петербуржцев В.А., Степанов А. В.   |      | |
| Вахитову Муллануру (статья)                                                                 |                   | Бутлерова ул., у пл. Тукая |                                                            |      | |
| Вишневскому А. В. (статья)                                                                  | 1971              | пересечение улиц Льва Толстого и Бутлерова                                                                                    | Рогожин В. (скульптор), Спориус А. (архитектор)            |      | |
| Горькому Максиму (статья)                                                                   | 1949              | сквер на пересечении улиц Горького и Курашова                                                                                 | Аникушин М. К. (скульптор), Любимов А. А. (архитектор)     |      | до 2004 г. памятник стоял в Лядском саду                                                                                               |
| Гумилёву Л. Н.                                                                              | 2005              | Петербургская ул., у пл. Тукая                                                                                                |                                                            |      | |
| Дементьеву П. В.                                                                            |                   | Ленинградская ул. (Соцгород), у ДК им. Ленина                                                                                 |                                                            |      | |
| Державину Г. Р. (статья)                                                                    | 1846—1932, с 2003 | двор Казанского Университета; затем (с 1870 г.) бывший Державинский сквер (ныне пл. Свободы), затем Лядской сад (с 2003 года) | Тон К. А. и С. И. Гальберг                                 |      | воссоздан М. Гасимовым |
| Джалилю Мусе (памятник) и группе Курмашева (барельеф), мемориальный комплекс (статья)       | 1966              | 1 Мая (ранее — Ивановская) пл.                                                                                                | Цигаль В. Е. (скульптор), Голубовский Л. Г. (архитектор)   |      | ранее на этом месте были памятник Александру II, монумент «Освобождённый труд»                                                         |
| Завойскому Е. К.                                                                            | 2004              | Кремлёвская ул., площадка у физического факультета Казанского Университета                                                    |                                                            |      | |
| Кирову С. М.                                                                                |                   | Карла Маркса ул., у здания КГТУ-КХТИ имени Кирова                                                                             |                                                            |      | |
| Котельникову В. А.                                                                          |                   | сквер на пересечении улиц Карла Маркса и Горького                                                                             |                                                            |      | |
| Кул Гали                                                                                    | 2005              | Парк Тысячелетия |                                                            |      | |
| Кутузову М. И.                                                                              | 1915              | бывший Театральный сквер (ныне площадь Свободы)                                                                               |                                                            |      | |
| Ленину В. И.                                                                                | 1954              | Свободы пл. |                                                            |      | |
| Ульянову Владимиру (молодому Ленину)                                                        | 1954              | Университетский сквер на ул. Кремлёвская                                                                                      | Цигаль В. Е.                                               |      | |
| Лобачевскому Н. И. (статья)                                                                 | 1896              | Сквер Лобачевского на ул. Кремлёвская                                                                                         | М. Л. Диллон, Н. Н. Игнатьев                               |      | |
| Нестерову П. Н.                                                                             |                   | Парк «Крылья Советов» (Соцгород)                                                                                              |                                                            |      | |
| Пушкину А. С. (статья)                                                                      | 1956              | Пушкина ул., у театра оперы и балета                                                                                          | Скульптор Н. К. Вентцель                                   |      | |
| Сайдашеву С. З.                                                                             | 2005              | Татарстан ул., у Татарского государственного гуманитарно-педагогического университета                                         | Гасимов М. М.                                              |      | |
| Столярову Н. Г.                                                                             | 1953              | сквер на улице Клары Цеткин                                                                                                   | Мухина В. И.                                               |      | |
| Толстому Л. Н. (статья)                                                                     |                   | Сквер Льва Толстого на пересечении улиц Льва Толстого и Карла Маркса                                                          |                                                            |      | |
| Тукаю Габдулле                                                                              |                   | Сквер Тукая, у пл. Тукая |                                                            |      | |
| Тукаю Габдулле                                                                              |                   | Театральная ул., у театра оперы и балета                                                                                      |                                                            |      | |
| Урманче, Баки                                                                               | 1999              | У здания Союза художников Республики Татарстан на улице Большой Красной                                                       | М. Гасимов и Г. Бакулин                                    |      | |
| Чкалову В. П.                                                                               |                   | Парк «Крылья Советов» (Соцгород)                                                                                              |                                                            |      | |
| Шаляпину Ф. И. (статья)                                                                     | 1999              | Баумана ул., площадка у гостиницы «Шаляпин Палас»                                                                             | Башмаков И. А.                                             |      | |
| воинам, павшим при взятии Казани в 1552 году, храм-памятник (статья)                        | 1823              | река Казанка, у Адмиралтейской дамбы                                                                                          | Алфёров Н. Ф., Ческий К. В.                                |      | |
| Свободы, стела                                                                              | 1997              | Султан-Галиева пл., у НКЦ «Казань»                                                                                            | Зарипов И. К.(архитектор), Замитов К. (скульптор)          |      | вверху — женщина-птица татарской мифологии Хоррият                                                                                     |
| Героям Великой Отечественной войны Татарской АССР, пантеон                                  | 1995              | Парк Победы на пересечении просп. Х.Ямашева и ул. Бондаренко                                                                  |                                                            |      | в центре — Вечный огонь |
| Победы, стела                                                                               | 1995              | Парк Победы на пересечении просп. Х.Ямашева и ул. Бондаренко                                                                  |                                                            |      | вверху — Орден Победы в лучах Славы; у подножия — Воин с мечом и Женщина-мать с ребёнком на руках                                      |
| матери солдата                                                                              | 1995              | Парк Победы на пересечении просп. Х.Ямашева и ул. Бондаренко                                                                  |                                                            |      | |
| погибшим военным морякам, монумент                                                          | 1995              | Парк Победы на пересечении просп. Х.Ямашева и ул. Бондаренко                                                                  |                                                            |      | |
| неизвестному солдату (памятник) и павшим за советскую власть (стела), мемориальный комплекс | 1967              | ЦПКиО имени Горького на пересечении ул. Н.Ершова и ул. Вишневского                                                            |                                                            |      | |
| павшим в Великой Отечественной войне, монумент                                              | 2006              | Аллея Славы в посёлке Юдино                                                                                                   |                                                            |      | |
| защитникам Отечества, памятник-монумент                                                     | 2011              | посёлок Залесный |                                                            |      | |
| жителям блокадного Ленинграда, монумент                                                     |                   | посёлок Дербышки |                                                            |      | |
| первым комсомольцам посёлка Дербышки                                                        |                   | посёлок Дербышки |                                                            |      | |
| героям Великой Отечественной войны, монумент                                                |                   | посёлок Дербышки |                                                            |      | |
| работникам КАПО, погибшим в Великую Отечественную войну, монумент                           |                   | Дементьева, ул., у КАПО |                                                            |      | |
| воинам-интернационалистам, монумент                                                         | 1998              | Декабристов ул., у Кремлёвской дамбы                                                                                          | Миннулина А.                                               |      | Демонтирован в 2018 году, на его месте — скульптурная композиция «Мальчики, играющие в уличный футбол» того же скульптора.             |
| воинам-интернационалистам-"афганцам", памятный камень                                       |                   | Бутлерова ул., у пл. Тукая, за памятником М. Вахитову                                                                         |                                                            |      | |
| ликвидаторам аварии на Чернобыльской АЭС («чернобыльцам»), монумент                         | 2008              | на пересечении проспектов Х.Ямашева и Ф.Амирхана                                                                              | Сайдашев К.                                                |      | в 1999—2008 временно был установлен памятный камень «чернобыльцам»                                                                     |
| русскому и татарскому зодчим                                                                |                   | Казанский Кремль, сквер у Благовещенского собора                                                                              |                                                            |      | |
| казанскому водовозу                                                                         | 2006              | Горького ул., у здания горводоканала                                                                                          | Миннуллина А. М.                                           |      | персонаж с бочкой и лошадью |
| казанскому благотворителю                                                                   | 2008              | Тысячелетия пл., в скверной части                                                                                             | Миннуллина А. М.                                           |      | персонаж с лошадью, телегой и детьми; персонаж имеет живой прототип — мецената советских и постсоветских лет Асхата Галимзянова        |
| казанскому учителю                                                                          | 2010              | улица Дежнёва, у здания школу № 67                                                                                            |                                                            |      | |
| казанским связистам («памятник телефону»)                                                   | 2008              | Н.Ершова ул., у здания «Таттелекома»                                                                                          | Миннуллина А. М.                                           |      | большая бронзовая модель телефонного аппарата 1888 г. на постаменте                                                                    |
| казанскому пивовару                                                                         | 2008              | Тихорецкая ул., у здания «Красный Восток»-«Солодовпиво»                                                                       |                                                            |      | персонаж имеет прототип — основателя в конце XIX в. казанского пивзавода Ивана Александрова                                            |
| Зиланту — символу Казани, скульптура                                                        |                   | Тысячелетия пл., над входом с пл. в северный вестибюль станции метро «Кремлёвская»                                            | Губайдуллин М.                                             |      | |
| Коту Казанскому (статья)                                                                    | 2009              | Баумана ул., площадка у гостиницы «Казань»                                                                                    | Башмаков И.                                                |      | в честь 30 котов, взятых из свободной от мышей Казани Екатериной II для ловли мышей в Зимнем дворце                                    |
| собачей преданности                                                                         |                   | Кремль |                                                            |      | бронзовая композиция большая собака и опекаемый маленький мальчик                                                                      |
| казанскому селезню                                                                          | 2005              | река Казанка, Кремлёвская наб., у ресторана «Парус»                                                                           |                                                            |      | персонаж воспет Шаляпиным в песне «Сизый Селезень» («Вдоль да по речке, вдоль да по Казанке…»); памятник украден вскоре после открытия |
| кошельку                                                                                    |                   | посёлок Юдино, у одноимённой жд станции                                                                                       |                                                            |      | кошелёк держит рука (памятник после реконструкции вокзала пропал)                                                                      |
| Скульптура «Доверие»                                                                        | 2016              | на пересечении улиц Чернышевского и Профсоюзная                                                                               |                                                            |      | Мальчик помогает девочке взобраться на парапет                                                                                         |